# Жаба, Август Дементьевич
А́вгуст Деме́нтьевич Жа́ба (1801—1894) — русский дипломат, учёный-востоковед, один из основоположников российского и европейского курдоведения, составитель первого в мире большого курдско-иностранного словаря.

## Биография
Родился в городе Краслава в польской католической семье (см. «Жаба (дворянский род)»). Окончил Виленский университет и Учебное отделение восточных языков МИД. Более 10 лет работал в качестве драгомана в Русских консульствах в Яффе, Салониках и Смирне. В 1848 году был назначен на пост консула в Эрзеруме. Принимал участие в Крымской войне (1853—1856), а затем вновь возвратился консулом в Эрзерум.
По поручению директора Азиатского музея Бориса Андреевича Дорна Август Жаба занимался курдским языком, в ходе изучения познакомился с курдским учёным муллой Махмудом Баязеди и местным просветителем Ахмед-ханом. В 1860 году издал на французском языке сборник курдских рассказов с заметками о курдской литературе, в составе которого перевод поэмы Ахмеде Хани «Мам и Зин». Подготовленные Жаба рукописи французско-курдского и курдско-французско-русского словарей до сих пор не изданы и хранятся в Санкт-Петербургском филиале Архива РАН. Курдско-французский словарь был издан с дополнениями немецкого ираниста Фердинанда Юсти (Ferdinand Justi). В словаре имеются указания на источники, из которых взято то или иное слово. Слова даны в арабской графике, транскрипция на основе латинского алфавита.
В 1866 году вышел в отставку и поселился в Смирне. Скончался в 1894 году.

## Работы
- A. de Jaba: Recueil de notices et récits kurdes. Saint-Pétersbourg. 1860
- A. de Jaba: Dictionnaire kurde-français. Saint-Pétersbourg. 1879